# 卡爾諾巴特市鎮

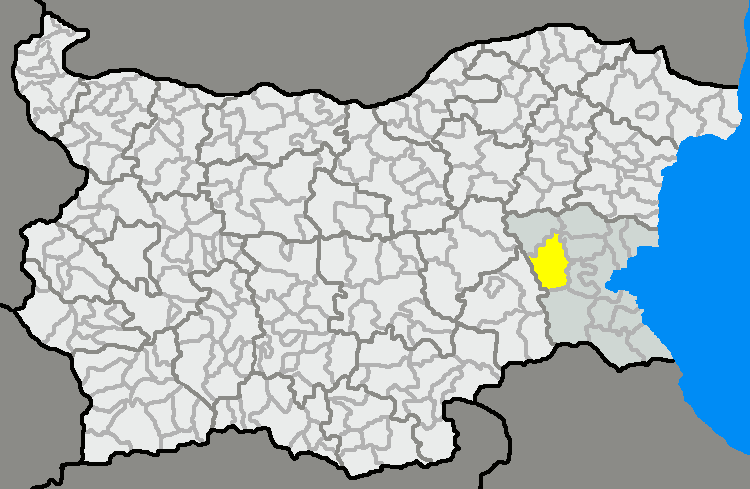

卡爾諾巴特市，是保加利亞的城鎮，位於該國東南部，由布爾加斯州負責管轄，首府設於卡爾諾巴特，面積835.47平方公里，2011年人口25,477，人口密度每平方公里30人。